# Liste sudanesischer Schriftsteller
Die folgende Liste sudanesischer Schriftsteller enthält die Namen und Daten von Autoren, die in Sudan geboren wurden und/oder dort leben.

## Romanautoren
- Fatin Abbas (1982– ), aus dem Sudan stammende US-amerikanische Autorin, schreibt in Englisch, auch Kurzgeschichten
- Leila Aboulela (1964– ), lebt in Edinburgh, schreibt in Englisch
- Abdelaziz Baraka Sakin (1963– ) lebt in Österreich
- Stella Gaitano (1979– ), lebt in Deutschland
- Muhsin Khalid  (1973– ),
- Ra'ouf Mus'ad, auch mit Ägypten verbunden (1937– )
- Faisal Mustafa (1946– )
- Ishraga Mustafa Hamid (1961– ), lebt in Österreich, auch Lyrikerin
- Malkat Ed-Dar Mohamed (1920–1969), auch Autorin von Kurzgeschichten
- Tayeb Salih (1928–2009)
- Sabah Sanhouri (1990– )
- Tarek Eltayeb (1959– ), lebt in Österreich, auch Lyriker

## Lyriker
- Al-Sadiq al-Raddi (1969– )
- Abed Ebrahim Abu Zakrra (1943–1989)
- Gely Abdel Rahman (Gaili) (1933–1990)
- Ibrahim 'Ali Salman (1937–1995)
- Mohammed Abed Elhai, (1944–1989)
- Muhammad al-Faitory, auch mit Libyen verbunden
- Muhammad Ahmad Mahgoub (1908–1976)
- Rashad Hashim
- Salah Ahmed Ibrahim (1933–1993) auch Autor von Kurzgeschichten und Übersetzer
- Taban Lo Liyong (1939– ), südsudanesischer Autor, auch mit Uganda und Kenia verbunden

## Autoren von Kurzgeschichten
- Ali El-Maak (1937–1992), auch Übersetzer und Lyriker
- Bushra Elfadil (1952– ), auch Lyriker

## Autoren politischer und religiöser Werke
- Fatima Ahmed Ibrahim (1934–2017)
- Mahmud Muhammad Taha (1909/11–1985)